# Кольбе, Карл Вильгельм Младший
Карл Вильгельм Кольбе Младший (нем. Karl Wilhelm Kolbe der Jüngere ; 7 марта 1781, Берлин — 8 апреля 1853, Берлин) — немецкий живописец периода бидермайера. Племянник более известного художника и писателя Карла Вильгельма Кольбе Старшего.

## Жизнь и творчество
Кольбе Младший обучался живописи в Берлинской академии искусств у Даниеля Ходовецкого. В 1796 году рисунок Кольбе на исторический сюжет «Гибель Фробена в битве при Фербеллине» получил первую премию на конкурсе, проводимом Академией. Позднее Кольбе писал преимущественно картины исторического жанра. В живописи он работал под влиянием голландских художников. Его большая картина «Альбрехт Ахиллес захватывает знамя в сражении при Нюрнберге» (1806) была приобретена городом Берлином в качестве подарка принцессе Луизе Прусской, отъезжавшей в Голландию.
Кольбе был автором картонов для витражей десяти окон Орденского замка в Мариенбурге (Ordensburg Marienburg) в Восточной Пруссии. Два витража хранятся в берлинской Старой Национальной галерее. На витражах были изображены сражения и победы Тевтонского ордена.
В 1815—1853 годах Кольбе Младший был членом Прусской Академии искусств. В 1830 году был назначен профессором и с 1846 года входил в Академический сенат.

## Галерея

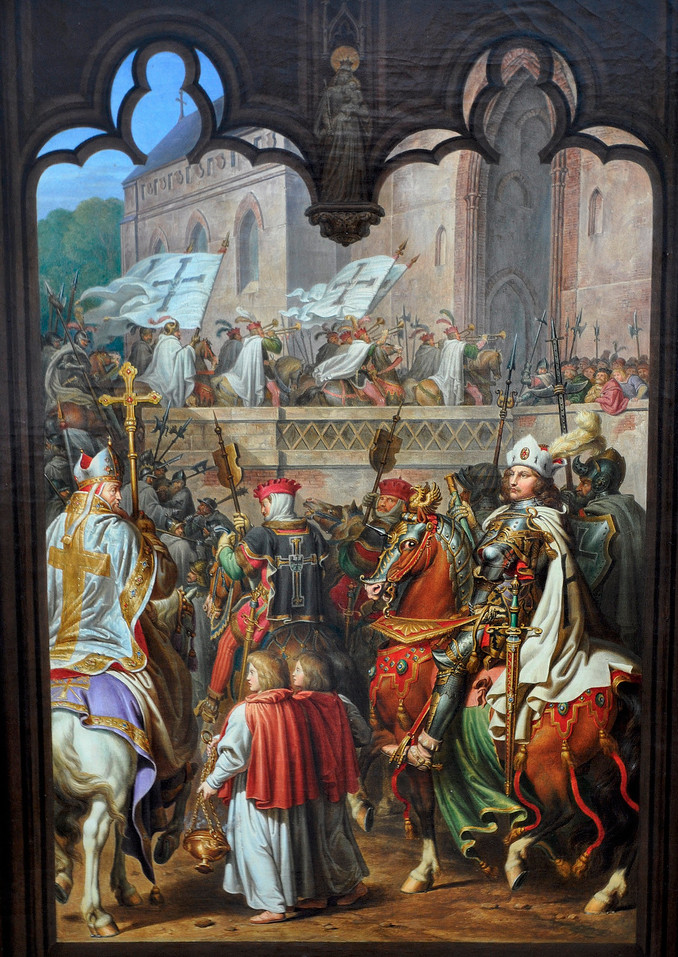
Великий магистр Зигфрид фон Фейхтванген вступает в Мариенбург со своими рыцарями 14 сентября 1309 года. 1825. Холст, масло. Старая национальная галерея, Берлин
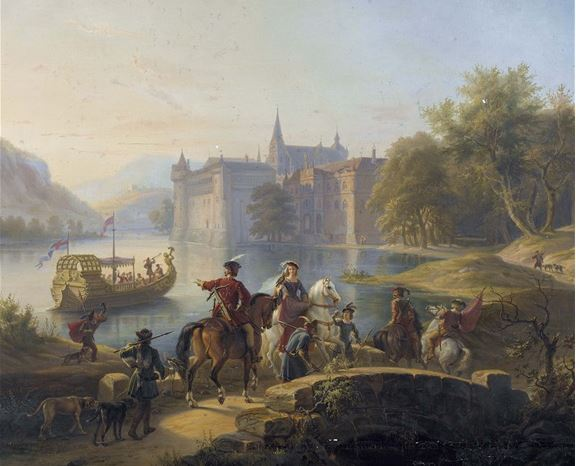
Соколиная охота. 1838
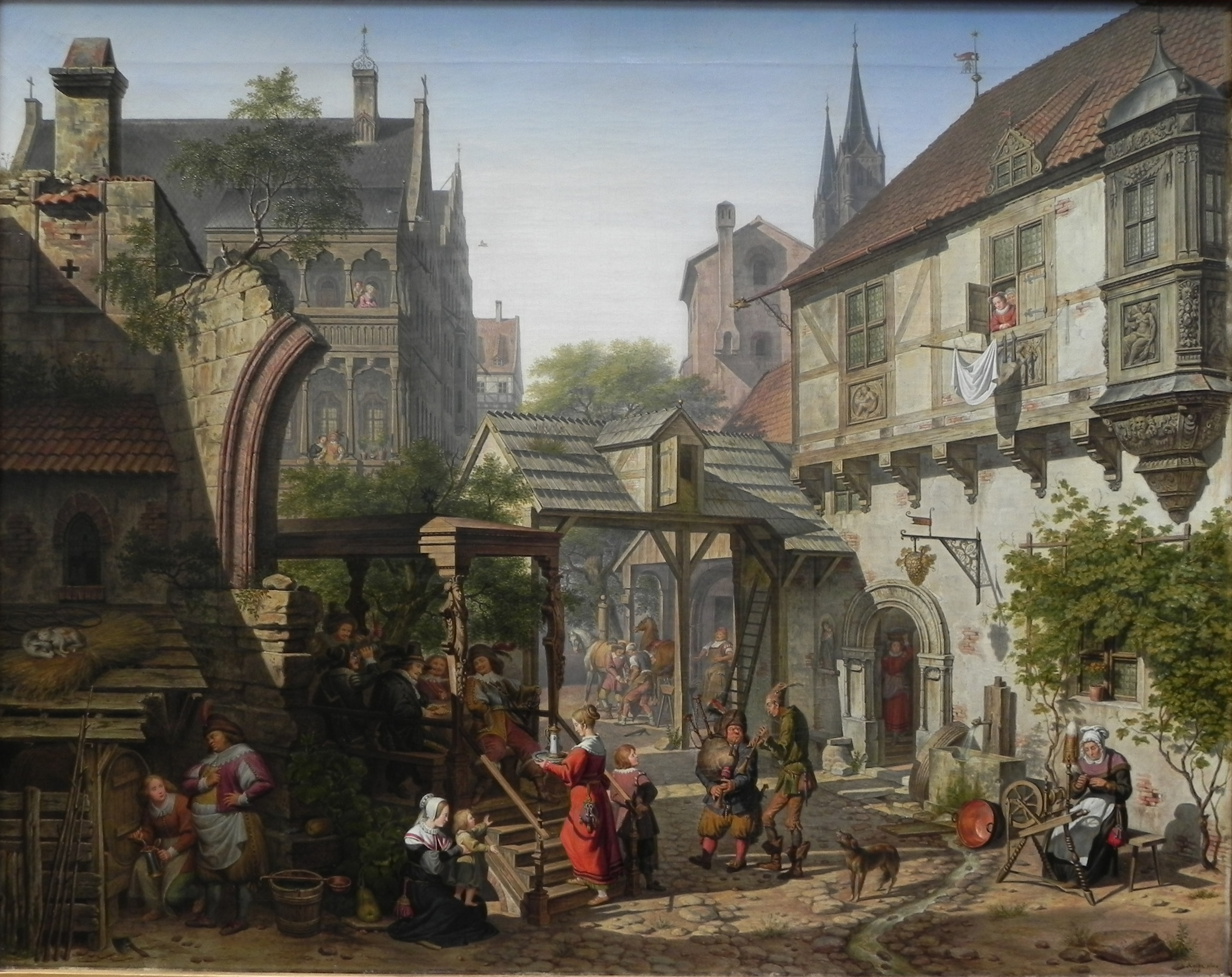
Улица в старой Германии. 1824. Холст, масло. Старая национальная галерея, Берлин
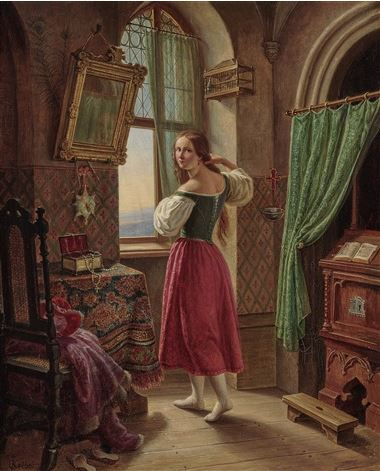
Молодая женщина у окна. Ранее 1853
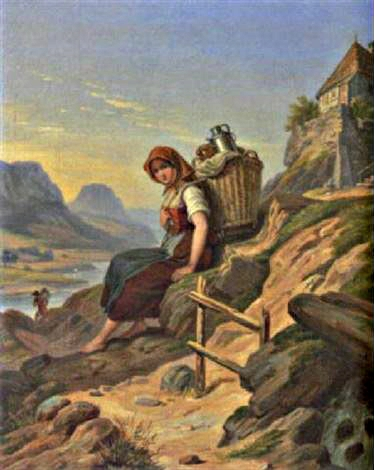
Отдыхающая молочница. Ок. 1835
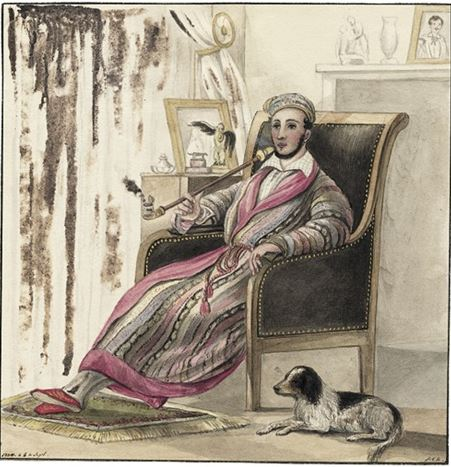
Молодой человек в турецком наряде. 1834 Акварель